# Petar Beneša
Petar Beneša (Dubrovnik, 1586. – Rim, 9. 6. 1642.) bio je hrvatski teolog i diplomat, član dubrovačke plemićke obitelji Beneša. Sedam je godina studirao filozofiju i teologiju u Rimu, a pravo je studirao u Bologni. U Dubrovniku je od 1611. do 1616. godine služio kao kanonik i vikar, nakon čega je radio u papinskoj kancelariji u Rimu, a od 1632. godine bio je doživotni zaposlenik u sklopu državnog tajništva Apostolske Stolice, no bez jasnog statusa. Djelovao je i kao glavni tajnik papinskoga poslanstva u njemačkom gradu Kölnu, osobito na konferencijama Westfalskoga mira održanima povodom Tridesetogodišnjega rata. U Kongregaciji za širenje vjere, danas poznatoj pod nazivom „Dikasterij za evangelizaciju”, sudjelovao je u pripremanju obrednih knjiga, među kojima je bio i Misal rimski Rafaela Levakovića. Uz sve to, predstavljao je Dubrovačku Republiku kod Svete Stolice. Pobrinuo se za pravno i teološko obrazovanje Stjepana Gradića, kojega je uveo ne samo u krug rimskih humanista, već i u diplomaciju uopće.